# Don Swanson
Donald R. Swanson (10 de octubre de 1924 - 18 de noviembre de 2012) fue un físico, documentalista e informatólogo estadounidense. Experto en minería de datos, creó la técnica de Descubrimiento basado en literatura científica.

## Biografía
Don Swanson se estudió física en el Instituto de Tecnología de California (EE. UU.) en 1945 y doctorándose en física teórica en 1952 en la Universidad de California en Berkeley. Trabajó en distintos laboratorios hasta que se incorpora a la Escuela de Biblioteconomía de la Universidad de Chicago en 1963 para impartir clases en Recuperación de información. En dicho centró será decano en tres periodos distintos. Fue nombrado profesor emérito.
En 1986, trabajando en nuevas formas de descubrir información desconocida (llamada comúnmente como minería de datos), diseñó una técnica deonominada Descubrimiento Basado en Literartura Científica. Esta técnica está empleada en el ámbito biosanitario usando el sistema Medline. Con ella, se pretende hallar relaciones causales entre síntomas, drogas y efectos a partir de los títulos y resúmenes de artículos científicos de medicina. El fin es generar hipótesis de manera semiautomática, a partir de colecciones bibliográficas, que luego los médicos o científicos sanitarios se encargarían de verificar.
Para ello, en 2003 Don Swanson propuso el Modelo ABC, también conocido como Swanson linking que trata de poner en conexión dos objetos del conocimiento que anteriormente no se consideraban relacionados. Por ejemplo, si un artículo científico publica sobre un tipo de enfermedad (A) es producida por un producto químico concreto (B); y otro artículo describe como un fármaco (C) es capaz de neutralizar la acción del producto químico anterior. Con este modelo, se trata de conectar la información contenida en estos artículos que, al ser publicados en diferentes revistas y en diferentes años, puedan quedar como información no descubierta.
Don Swanson también teorizó sobre Recuperación de información, a la que llegó a definir como un proceso de ensayo y error. Para Swanson, una consulta no es más que una suposición acerca de los atributos que se espera que tengo el documento en cuestión. Es por ello que es necesario la respuesta del sistema para corregir esa suposición inicial en intentos de búsqueda posteriores. Es por ello que Swanson ínvestigó mucho en catálogos automatizados.
Fruto de sus investigaciones, fue condecorado con el Premio ASIST al Mérito Académico en 2000.